# جو (وحدة)
جو (atmosphere اختصاراً atm) هي وحدة عالمية لقياس الضغط وتعادل 101325 باسكال.

## التاريخ
اعتمدت وحدة الجو لقياس الضغط عام 1954 في المؤتمر العام للأوزان والمقاييس على أنها تساوي بدقة مقدار 1,013,250 داين لكل سنتيمتر مربع، أي ما يعادل 101325 باسكال. اتخذت هذه القيمة لتعادل الضغط الجوي القياسي في مدينة باريس لجعل قيم الضغط أكثر عملية. لكن القياس المعتمد في الوقت الراهن هو البار.
إن القيم القياسية للضغط ودرجة الحرارة في الكيمياء اعتمدت على أساس 0 °سلزيوس (273.15 كلفن) وضغط 101.325 باسكال (1 جو). لكن في الثمانينات من القرن العشرين جرى الاستغناء عن قيمة الضغط الجوي واعتماد البار كوحدة للضغط حيث يوصي الاتحاد الدولي للكيمياء البحتة والتطبيقية (IUPAC) باستخدامها لتحديد الخواص الفيزيائية للمواد.

## التحويل
|                                | باسكال (Pa)  | بار (bar)      | ضغط جوي تقني (at) | ضغط جوي (atm) | ميلليمتر زئبق (Torr) | باوند ثقلي في البوصة المربعة (psi) |
| ------------------------------ | ------------ | -------------- | ----------------- | ------------- | -------------------- | ---------------------------------- |
| 1 باسكال                       | ≡ 1 نيوتن/م2 | 10−5           | 1.0197×10−5       | 9.8692×10−6   | 7.5006×10−3          | 145.04×10−6                        |
| 1 بار                          | 100,000      | ≡ 106 داين/سم2 | 1.0197            | 0.98692       | 750.06               | 14.5037744                         |
| 1 ضغط جوي تقني                 | 98,066.5     | 0.980665       | ≡ 1 كجم ق/سم2     | 0.96784       | 735.56               | 14.223                             |
| 1 ضغط جوي                      | 101,325      | 1.01325        | 1.0332            | ≡ 1 ضغط جوي   | 760                  | 14.696                             |
| 1 ميلليمتر زئبق                | 133.322      | 1.3332×10−3    | 1.3595×10−3       | 1.3158×10−3   | 1ميلليمتر زئبق=1Torr | 19.337×10−3                        |
| 1 باوند ثقلي في البوصة المربعة | 6,894.76     | 68.948×10−3    | 70.307×10−3       | 68.046×10−3   | 51.715               | ≡ 1 psi                            |

1 باسكال ≡ 1 نيوتن/م2 ≡ 1 جول/م3 ≡ 1 كجم/(م1·ثانية2)≡ 10−5 بار   ≡ 10.197×10−6 ضغط جوي   ≡ 9.8692×10−6 ضغط جوي تقني 